# سوق الخاسكية
سوق الخاسكية أحد أسواق منطقة جدة التاريخية الواقعة في وسط مدينة جدة غرب المملكة العربية السعودية.